# Reprezentacja Polski w lekkoatletyce
Reprezentacja Polski w lekkoatletyce – zespół, biorący udział w imieniu Polski w meczach i sportowych imprezach międzynarodowych w lekkoatletyce, powoływany przez selekcjonera, w którym mogą występować wyłącznie zawodnicy posiadający obywatelstwo polskie. Za jej funkcjonowanie odpowiedzialny jest Polski Związek Lekkiej Atletyki (PZLA), który jest członkiem Międzynarodowego Stowarzyszenia Federacji Lekkoatletycznych (IAAF).

## Historia
Swój pierwszy oficjalny występ reprezentacja Polski zaliczyła w 1924 roku na letnich igrzyskach olimpijskich w Paryżu. Polacy w składzie: Aleksander Szenajch, Zygmunt Weiss, Władysław Dobrowolski, Stanisław Sośnicki, Stanisław Świętochowski, Stefan Ołdak, Stefan Kostrzewski, Józef Jaworski, Stanisław Ziffer, Stefan Szelestowski, Julian Łukaszewicz, Stefan Adamczak, Sławosz Szydłowski, Antoni Cejzik prawie we wszystkich konkurencjach odpadli w eliminacjach. Najlepszym miejscem mógł się pochwalić dziesięcioboista Antoni Cejzik, który był 12. na 36 zawodników.
Pierwszy złoty medal w historii startów Polaków zdobyła Halina Konopacka w 1928 roku na letnich igrzyskach olimpijskich w Amsterdamie (Rzut dyskiem). Trzy medale jako pierwsza zdobyła w 1964 r. lekkoatletka Irena Szewińska – złoty w sztafecie 4x100 m oraz srebrne w biegu na 200 m i skoku w dal.
Paweł Fajdek jest najmłodszym złotym medalistą mistrzostw świata w rzucie młotem.

## Udział w turniejach międzynarodowych

### Igrzyska olimpijskie
Polscy lekkoatleci uczestniczą w letnich igrzyskach olimpijskich od 1924, choć już wcześniej pojawiali się w ekipach państw zaborczych. Najwięcej medali – 9 – zdobyli w 2020 roku.
| 1900 | Nie uczestniczyła | Nie uczestniczyła | Nie uczestniczyła | Nie uczestniczyła |
| 1904 | Nie uczestniczyła | Nie uczestniczyła | Nie uczestniczyła | Nie uczestniczyła |
| 1908 | Nie uczestniczyła | Nie uczestniczyła | Nie uczestniczyła | Nie uczestniczyła |
| 1912 | Nie uczestniczyła | Nie uczestniczyła | Nie uczestniczyła | Nie uczestniczyła |
| 1920 | Zrezygnowała      | Zrezygnowała      | Zrezygnowała      | Zrezygnowała      |
| 1924 | 0                 | 0                 | 0                 | 0                 |
| 1928 | 1                 | 0                 | 0                 | 1                 |
| 1932 | 2                 | 0                 | 1                 | 3                 |
| 1936 | 0                 | 2                 | 1                 | 3                 |
| 1948 | 0                 | 0                 | 0                 | 0                 |
| 1952 | 0                 | 0                 | 0                 | 0                 |
| 1956 | 1                 | 1                 | 0                 | 2                 |
| 1960 | 2                 | 2                 | 3                 | 7                 |
| 1964 | 2                 | 4                 | 2                 | 8                 |
| 1968 | 1                 | 0                 | 1                 | 2                 |
| 1972 | 1                 | 0                 | 2                 | 3                 |
| 1976 | 3                 | 2                 | 0                 | 5                 |
| 1980 | 2                 | 4                 | 1                 | 7                 |
| 1984 | Bojkotowała       | Bojkotowała       | Bojkotowała       | Bojkotowała       |
| 1988 | 0                 | 0                 | 0                 | 0                 |
| 1992 | 0                 | 0                 | 1                 | 1                 |
| 1996 | 1                 | 1                 | 0                 | 2                 |
| 2000 | 4                 | 0                 | 0                 | 4                 |
| 2004 | 1                 | 0                 | 1                 | 2                 |
| 2008 | 1                 | 1                 | 0                 | 2                 |
| 2012 | 2                 | 0                 | 0                 | 2                 |
| 2016 | 1                 | 1                 | 1                 | 3                 |
| 2020 | 4                 | 2                 | 3                 | 9                 |
| 2024 | 0                 | 0                 | 1                 | 1                 |

### Mistrzostwa świata
Reprezentacja Polski uczestniczy nieprzerwanie od pierwszej edycji Mistrzostw świata, czyli od 1983 roku. Najwięcej medali dla Polski wywalczyli Anita Włodarczyk i Robert Korzeniowski. W swoim dorobku oboje mają po 4 medale, w tym 3 złote. 4 medale: 3 brązowe i 1 złoty, na swoim koncie mają również polskie sztafety 4 × 400 metrów mężczyzn. Najlepszymi mistrzostwami w wykonaniu Polaków były mistrzostwa świata w Berlinie z 2009 roku (9 medali w tym 2 złote).
| 1983 | 2 | 1 | 1 | 4 |
| 1987 | 0 | 0 | 0 | 0 |
| 1991 | 1 | 0 | 0 | 1 |
| 1993 | 0 | 1 | 0 | 1 |
| 1995 | 0 | 0 | 2 | 2 |
| 1997 | 1 | 1 | 1 | 3 |
| 1999 | 1 | 0 | 0 | 1 |
| 2001 | 2 | 0 | 3 | 5 |
| 2003 | 1 | 0 | 0 | 1 |
| 2005 | 0 | 2 | 0 | 2 |
| 2007 | 0 | 0 | 3 | 3 |
| 2009 | 2 | 4 | 3 | 9 |
| 2011 | 1 | 0 | 1 | 2 |
| 2013 | 1 | 2 | 0 | 3 |
| 2015 | 3 | 1 | 4 | 8 |
| 2017 | 2 | 2 | 4 | 8 |
| 2019 | 1 | 2 | 3 | 6 |
| 2022 | 1 | 3 | 0 | 4 |
| 2023 | 0 | 2 | 0 | 2 |

### Halowe Mistrzostwa świata
Polska uczestniczy nieprzerwanie od pierwszej edycji halowych mistrzostw świata, czyli od 1985 roku. Najlepszymi mistrzostwami w wykonaniu Polaków były halowe mistrzostwa świata w Birminghamie z 2018 roku (5 medali w tym 2 złote).
| 1985 | 0 | 0 | 1 | 1 |
| 1987 | 0 | 0 | 0 | 0 |
| 1989 | 0 | 0 | 0 | 0 |
| 1991 | 0 | 0 | 0 | 0 |
| 1993 | 0 | 2 | 0 | 2 |
| 1995 | 0 | 0 | 0 | 0 |
| 1997 | 0 | 0 | 2 | 2 |
| 1999 | 1 | 2 | 2 | 5 |
| 2001 | 1 | 0 | 0 | 1 |
| 2003 | 0 | 0 | 2 | 2 |
| 2004 | 0 | 0 | 0 | 0 |
| 2006 | 0 | 2 | 1 | 3 |
| 2008 | 0 | 0 | 2 | 2 |
| 2010 | 0 | 0 | 2 | 2 |
| 2012 | 0 | 0 | 1 | 1 |
| 2014 | 1 | 2 | 0 | 3 |
| 2016 | 0 | 1 | 2 | 3 |
| 2018 | 2 | 2 | 1 | 5 |
| 2022 | 0 | 1 | 1 | 2 |
| 2024 | 0 | 1 | 1 | 2 |

### Mistrzostwa Europy
Reprezentacja Polski uczestniczy nieprzerwanie od pierwszej edycji Mistrzostw Europy, czyli od 1934 roku. Najwięcej złotych medali zdobyła Irena Szewińska – 5 złotych, 1 srebrny i 4 brązowe. Najlepszymi mistrzostwami w wykonaniu Polaków były mistrzostwa Europy w Budapeszcie z 1966 roku (15 medali w tym 7 złotych). Najwyższe miejsce w klasyfikacji medalowej to pierwsza pozycja na mistrzostwach Europy w Amsterdamie z 2016 roku.
| Udział w mistrzostwach Europy | Udział w mistrzostwach Europy | Udział w mistrzostwach Europy | Udział w mistrzostwach Europy | Udział w mistrzostwach Europy | Udział w mistrzostwach Europy | Udział w mistrzostwach Europy |
| Rok                           | Złoto                         | Srebro                        | Brąz                          | Razem                         | Miejsce                       |                               |
| ----------------------------- | ----------------------------- | ----------------------------- | ----------------------------- | ----------------------------- | ----------------------------- | ----------------------------- |
| 1934                          | 0                             | 1                             | 1                             | 2                             | 11. miejsce                   |                               |
| / 1938                        | 2                             | 3                             | 1                             | 6                             | 5. miejsce                    |                               |
| 1946                          | 0                             | 0                             | 1                             | 1                             | 14. miejsce                   |                               |
| 1950                          | 0                             | 0                             | 0                             | 0                             | nie klasyfikowana             |                               |
| 1954                          | 1                             | 1                             | 1                             | 3                             | 8. miejsce                    |                               |
| 1958                          | 8                             | 2                             | 2                             | 12                            | 2. miejsce                    |                               |
| 1962                          | 3                             | 5                             | 5                             | 13                            | 4. miejsce                    |                               |
| 1966                          | 7                             | 5                             | 3                             | 15                            | 2. miejsce                    |                               |
| 1969                          | 2                             | 0                             | 5                             | 7                             | 6. miejsce                    |                               |
| 1971                          | 1                             | 3                             | 5                             | 9                             | 8. miejsce                    |                               |
| 1974                          | 4                             | 2                             | 4                             | 10                            | 4. miejsce                    |                               |
| 1978                          | 2                             | 2                             | 3                             | 7                             | 5. miejsce                    |                               |
| 1982                          | 1                             | 2                             | 1                             | 4                             | 8. miejsce                    |                               |
| 1986                          | 0                             | 0                             | 1                             | 1                             | 17. miejsce                   |                               |
| 1990                          | 0                             | 0                             | 2                             | 2                             | 19. miejsce                   |                               |
| 1994                          | 0                             | 1                             | 1                             | 2                             | 17. miejsce                   |                               |
| 1998                          | 3                             | 4                             | 1                             | 8                             | 4. miejsce                    |                               |
| 2002                          | 1                             | 2                             | 4                             | 7                             | 10. miejsce                   |                               |
| 2006                          | 0                             | 3                             | 4                             | 7                             | 20. miejsce                   |                               |
| 2010                          | 3                             | 1                             | 6                             | 10                            | 5. miejsce                    |                               |
| 2012                          | 1                             | 0                             | 3                             | 4                             | 14. miejsce                   |                               |
| 2014                          | 2                             | 5                             | 5                             | 12                            | 6. miejsce                    |                               |
| 2016                          | 6                             | 5                             | 1                             | 12                            | 1. miejsce                    |                               |
| 2018                          | 7                             | 4                             | 1                             | 12                            | 2. miejsce                    |                               |
| 2022                          | 3                             | 6                             | 5                             | 14                            | 6. miejsce                    |                               |
| 2024                          | 2                             | 2                             | 2                             | 6                             | 9. miejsce                    |                               |

### Halowe Mistrzostwa Europy
Reprezentanci Polski uczestniczy nieprzerwanie od pierwszej edycji halowych mistrzostw Europy, czyli od 1967 roku. Najlepszymi mistrzostwami w wykonaniu Polaków były halowe mistrzostwa Europy w Belgradzie z 2017 roku (12 medali w tym 7 złotych).
| 1967 | 0 | 1 | 2 | 3  |
| 1968 | 2 | 2 | 1 | 5  |
| 1969 | 6 | 3 | 0 | 9  |
| 1970 | 1 | 4 | 3 | 8  |
| 1971 | 3 | 2 | 2 | 7  |
| 1972 | 1 | 2 | 2 | 5  |
| 1973 | 2 | 3 | 7 | 12 |
| 1974 | 4 | 2 | 2 | 8  |
| 1975 | 2 | 3 | 5 | 10 |
| 1976 | 1 | 1 | 3 | 5  |
| 1977 | 2 | 1 | 5 | 8  |
| 1978 | 1 | 3 | 1 | 5  |
| 1979 | 3 | 3 | 0 | 6  |
| 1980 | 4 | 4 | 2 | 10 |
| 1981 | 2 | 1 | 2 | 5  |
| 1982 | 1 | 1 | 2 | 4  |
| 1983 | 0 | 0 | 1 | 1  |
| 1984 | 2 | 0 | 1 | 3  |
| 1985 | 0 | 0 | 2 | 2  |
| 1986 | 0 | 2 | 0 | 2  |
| 1987 | 1 | 0 | 2 | 3  |
| 1988 | 1 | 0 | 1 | 2  |
| 1989 | 0 | 0 | 1 | 1  |
| 1990 | 1 | 0 | 1 | 2  |
| 1992 | 0 | 1 | 1 | 2  |
| 1994 | 0 | 0 | 3 | 3  |
| 1996 | 0 | 1 | 2 | 3  |
| 1998 | 3 | 2 | 1 | 6  |
| 2000 | 0 | 1 | 2 | 3  |
| 2002 | 4 | 1 | 2 | 7  |
| 2005 | 1 | 3 | 2 | 6  |
| 2007 | 2 | 0 | 3 | 5  |
| 2009 | 1 | 0 | 2 | 3  |
| 2011 | 2 | 2 | 1 | 5  |
| 2013 | 1 | 1 | 1 | 3  |
| 2015 | 1 | 2 | 4 | 7  |
| 2017 | 7 | 2 | 3 | 12 |
| 2019 | 5 | 2 | 0 | 7  |
| 2021 | 1 | 5 | 4 | 10 |
| 2023 | 0 | 4 | 3 | 7  |

### Drużynowe mistrzostwa Europy
Polska w 2009 startowała w pierwszych drużynowych mistrzostw Europy. Najwyższe osiągnięcie to pierwsze miejsce na drużynowych mistrzostwach Europy w Bydgoszczy w 2019 i Chorzowie w 2021 roku.
| Udział w drużynowych mistrzostwach Europy | Udział w drużynowych mistrzostwach Europy | Udział w drużynowych mistrzostwach Europy | Udział w drużynowych mistrzostwach Europy | Udział w drużynowych mistrzostwach Europy | Udział w drużynowych mistrzostwach Europy | Udział w drużynowych mistrzostwach Europy |
| Rok                                       | Złoto                                     | Srebro                                    | Brąz                                      | Razem                                     | Miejsce                                   |                                           |
| ----------------------------------------- | ----------------------------------------- | ----------------------------------------- | ----------------------------------------- | ----------------------------------------- | ----------------------------------------- | ----------------------------------------- |
| 2009                                      |                                           |                                           |                                           |                                           | 5. miejsce                                |                                           |
| 2010                                      |                                           |                                           |                                           |                                           | 7. miejsce                                |                                           |
| 2011                                      |                                           |                                           |                                           |                                           | 6. miejsce                                |                                           |
| 2013                                      |                                           |                                           |                                           |                                           | 4. miejsce                                |                                           |
| 2014                                      |                                           |                                           |                                           |                                           | 3. miejsce                                |                                           |
| 2015                                      |                                           |                                           |                                           |                                           | 4. miejsce                                |                                           |
| 2017                                      |                                           |                                           |                                           |                                           | 2. miejsce                                |                                           |
| 2019                                      |                                           |                                           |                                           |                                           | 1. miejsce                                |                                           |
| 2021                                      |                                           |                                           |                                           |                                           | 1. miejsce                                |                                           |
| 2023                                      | 3                                         | 5                                         | 1                                         | 9                                         | 2. miejsce                                |                                           |
| 2025                                      |                                           |                                           |                                           |                                           |                                           |                                           |
| 2027                                      |                                           |                                           |                                           |                                           |                                           |                                           |